# 叉管藻科
叉管藻科（学名：Dichotomosiphonaceae）为羽藻目的一个科。此科的模式属为叉管藻属(Dichotomosiphon)。

## 下级分类
本科包括以下属：
- 绒扇藻属  Avrainvillea Decaisne, 1842
- Cladocephalus M.A.Howe, 1905
- 叉管藻属 Dichotomosiphon A.Ernst, 1902